# Feminine Cycling Team
Das Feminine Cycling Team war ein deutsches Radsportteam im Frauenradsport, welches im Jahr 2015 als UCI Women’s Team lizenziert wurde.
Die Mannschaft entwickelte sich aus dem Rad-Bundesliga-Team Stevens-Hytera, das in der Saison 2014 in der Einzel- und Mannschaftswertung jeweils den vierten Platz belegte. Sie wurde 2015 bei der Union Cycliste Internationale registriert, ohne einen Namenssponsor zu haben. Allerdings trug der bisherige Namenssponsor, der Funkgerätehersteller Hytera einen Großteil der Kosten. Teammanager und Sportlicher Leiter war Eric Schneidenbach.

## Fahrerinnen
| Fahrerin              | Geburtsdatum      | Nationalität |
| --------------------- | ----------------- | ------------ |
| Stéphanie Borchers    | 3. Mai 1989       | Deutschland  |
| Jacqueline Dietrich   | 10. Oktober 1996  | Deutschland  |
| Desiree Ehrler        | 20. August 1991   | Schweiz      |
| Jacqueline Hahn       | 21. Juli 1991     | Österreich   |
| Lisa Carolin Happke   | 8. März 1995      | Deutschland  |
| Sophie Lacher         | 25. August 1995   | Deutschland  |
| Annabell Öschger      | 1. November 1993  | Deutschland  |
| Corine van der Zijden | 16. November 1995 | Niederlande  |
| Lotte van Hoek        | 8. Oktober 1991   | Niederlande  |